# 스마일게이트
스마일게이트는 2002년 설립된 대한민국의 비디오 게임 개발 회사이자 배급사이다.

## 스마일게이트 그룹

###### 위치 및 구성
스마일게이트 그룹(2002년 설립/2014년 그룹 체제)은 지주 회사 스마일게이트 홀딩스(영문명: Smilegate Holdings)를 중심으로 한 계열사 체제를 갖춘 기업 집단이다.
2002년 6월에 설립되었다. 스마일게이트 홀딩스는 경기도 성남시 분당구 판교역로 220 쏠리드 스페이스 빌딩에 위치해 있으며, 계열사는 스마일게이트 캠퍼스를 중심으로 안랩 및 아이디스 빌딩 등에 상주해 있다.
판교 테크노밸리에 가장 먼저 정착한 게임 회사이며 대표작은 크로스파이어, 로스트아크, 에픽세븐 등이다.

###### 회사 개요
국내 Top 5 게임회사로 2020년 연 매출 약 1조 73억 원을 기록하며 최초로 1조 클럽에 가입하였다. 2023년 기준 임직원 수는 약 3,300명 수준으로 알려져 있으며 매년 수백명 단위로 급격하게 늘어나는 중이다.

크로스파이어는 중국, 브라질, 베트남, 북남미, 유럽 등 80개국에서 서비스 중이며, 전 세계 동시 접속자 800만 명을 기록한 전 세계 1위 온라인 FPS게임이다. 상금 규모 10억이 넘는 'CFS'라는 E 스포츠 대회를 매년 개최하고 있으며 이는 국내 게임회사가 개최하는 대회 규모 중 가장 큰 규모이다. 또한 현재까지 크로스파이어로 어마무시한 매출을 이뤄내고 있다. 덕분에 스마일게이트홀딩스는 게임 디벨로퍼 매거진 2012년 7월호에 실린 〈전 세계 TOP개발사 30〉 중 하나로 선정되었으며, 크로스파이어는 2014년 1월 미국 디지털게임 시장 조사기관인 슈퍼데이터 리서치에서 발표한 전 세계 매출 순위(F2P)1위를 기록했다. ※크로스파이어가 유저 수 기준으로 LOL에 세계 1위 게임 자리를 내준 것은 2017년으로 그 이전까지는 전세계 최다 유저 게임이 크로스파이어였던 것으로 알려져 있다. 2022년 2월에는 크로스파이어의 콘솔 버전인 크로스파이어X를 X박스로 선보였다.

로스트아크는 스마일게이트RPG의 PC MMORPG게임이다. 7년 여의 제작 기간과 1,000억 여원의 제작비를 투입, 2018년 국내 첫 선을 보였다. 이후 2020년까지 큰 빛을 보지 못했으나 2021년 초부터 흥행 역주행을 시작, 2021년 국내 최대 흥행 게임 반열에 올랐다. 2022년 2월에는 글로벌 게임 플랫폼 스팀에 출시, 북미/유럽에 공식 론칭됐다. 론칭 이후 스팀 기준 동시접속자 수 132만 명을 넘어서며 스팀 글로벌 1위를 기록하는 등 초대박을 치고 있는 상황. 이는 스팀 역대로도 배틀그라운드의 325만 명에 이은 2위 기록이다. (배틀그라운드가 중국까지 한꺼번에 출시 됐던 것을 감안하면 북미/유럽 만으로 132만 명의 동접자를 기록한 로스트아크가 더 대단한 것이라는 의견도 있다) 로스트아크의 이와 같은 인기 비결로는 최근 몇 년 간 세계적으로 유래를 찾아보기 어려운 게임성과 콘텐츠를 잘 갖춘 제대로 된 PC MMORPG 게임이라는 점과 함께 유저와의 진정성 있는 소통과 게임에 대한 진심 등이 거론된다.

블루홀(현 크래프톤)과 더불어 중견 및 신규 게임개발사들의 사업적 성공의 이상향으로 꼽히는 경우가 많은데, 이는 3N이 꽉 잡고 있던 국내 게임 업계 시장에 각각 테라와 배틀그라운드, 크로스파이어와 로스트아크로 3N 바로 아래의 포지션까지 올라온 두 기업의 성공이 그만큼 대단하게 평가받고 있다는 의미이기도 하다.
2024년 12월 락스타 게임즈의 공동 창립자 댄 하우저가 설립한 ‘업서드 벤처스’와 파트너십을 맺었다. 2025년 8월에는 업서드 벤처스와 ‘어 베터 파라다이스(ABP)’ 세계관을 기반으로 한 AAA SF 오픈월드 액션 어드벤처 게임의 글로벌 퍼블리싱 계약을 체결했다.

## 게임

###### PC 온라인/모바일
- 《크로스파이어》 (FPS)
- 《크로스파이어: 시에라 스쿼드》 (VR FPS)
- 《로스트아크》 (MMORPG)
- 《에픽세븐》 모바일 (액션 RPG)
- 《마술양품점》(모바일 캐주얼 게임)
- 《슈퍼탱크대작전》 (액션)
- 《아우터플레인》 (스킬 타이밍 RPG)
- 《테일즈런너》 (캐쥬얼 레이싱 게임)

###### 서비스 했던 게임
- 《영웅의 품격》 (모바일 RPG)
- 《DK 온라인》 (MMORPG)
- 《데빌메이커:도쿄》 (모바일 TCG)
- 《원티드》 (모바일 RPG)
- 《데미갓워》 (모바일 RPG)
- 《아제라》 (MMORPG)
- 《바니팡》 (모바일 퍼즐)
- 《프로야구 매니저》 (온라인 스포츠)
- 《세피로스 온라인》 (MMORPG)

## 사회적임팩트
청년 지원 등 긍정적인 사회적 임팩트를 창출하는 활동들을 많이 하는 것으로 알려져 있는 게임/IT 업계 중에서도 가장 선도적이고 진정성 있는 활동들을 이어 나가고 있다.
창업자인 권혁빈 CVO의 사회공헌 철학에 따라 ‘미래 세대를 위한 더 나은 세상(A Better World for the Next Generation)’을 만드는 것을 목표로, 창의·창작·창업 세 가지 핵심 가치에 중점을 두고 체계적이고 지속적으로 지원 활동을 전개한다. 특히, 퓨처랩, 오렌지플래닛, 스마일게이트 인베스트먼트와 같은 스마일게이트 그룹 내의 재단 및 계열사들과 연계해서 창의 교육 환경 조성, 창작 생태계 기반 확장, 창업 지원 등의 활동들을 유기적으로 연결해 신시장을 개척하고 일자리를 창출하는 등 사회적임팩트를 만들어내고 있다.

### 창의 교육 저변 확대 & 창작 생태계 조성
스마일게이트의 창의 환경 연구소인 퓨처랩은 다양한 창의성 관련 교육과 창의 교육 저변을 확대하기 위한 활동들을 전개하고 있다. 판교 스마일게이트 캠퍼스 건물에 위치한 퓨처랩센터는 아이들이 마음껏 상상하고 시도하며 미래를 꿈꿀 수 있는 공간으로, 아이들을 위한 다양한 창의 관련 교육이 진행된다. 뿐만 아니라 MIT 미디어랩, 프랑스 퐁피두 센터 등 국내외 유수 기관들과 협력해 아동·청소년이 창의성을 발현하고 키워나갈 수 있는 다양한 프로젝트를 운영하고 있다. 최근에는 영국 공영방송 BBC 산하 마이크로비트 교육재단과 함께 전 세계 어린이와 청소년이 UN 지속가능발전목표 달성에 기여하는 프로젝트를 만드는 마이크로비트 글로벌 챌린지 2022 보관됨 2024-01-11 - 웨이백 머신를 진행하기도 했다.
아동 청소년 창의 교육과 더불어 창작 생태계 활성화에도 앞장서고 있다. 특히, 지난 2010년부터 스마일게이트멤버십(SGM) 보관됨 2024-01-11 - 웨이백 머신을 운영해 청년 창작자들이 다양한 분야에서 창작 활동을 진행할 수 있도록 지원하고 있다. 2021년에는 SGM AI 부문을 신설했다.
관련기사 # #

### 창작 활동 지원
스마일게이트 퓨처랩은 인디게임 창작 생태계를 확대하고 지원하기 위한 일환으로 매년 인디게임&컬처 페스티벌 버닝비버를 주관하고 있다. 버닝비버는 매년 인디게임 창작자들의 게임을 만나볼 수 있는 온·오프라인 전시와 창작자 네트워크 파티, 컨퍼런스, 어워즈 등 다양한 프로그램을 제공한다. 전시 현장에서 여러 인디게임을 체험해 볼 수 있으며, 특히 인디게임 개발자와 관람객이 활발하게 소통하는 것으로 유명하다. 게임 커뮤니티 등지에서도 행사 취지와 콘텐츠에 대한 반응이 좋은 편이다. 스마일게이트는 전시 공간은 물론 부스 시설, 컴퓨터, 모니터 등 전시 장비, 전시 준비 기간부터 종료 시까지의 숙박 및 식대 등 원활한 전시를 위해 창작자들에게 필요한 거의 모든 것들을 무상으로 지원한다. 그야말로 돈을 쏟아붓지만, 스마일게이트가 얻는 금전적 이익은 전무한 편.
행사 자체도 양과 질 면에서 매년 성장하며 인디게임 창작자 및 종사자, 대중이 함께 즐기는 서울 대표 인디게임 문화 축제로 거듭나고 있다.
관련기사 #

### 창업 활동 지원
스마일게이트 인베스트먼트는 일자리 창출, 시장 개척 등 다양한 사회적 가치 창출을 목표로 투자 활동을 이어가고 있다. 규모면에서는 국내 게임 회사에서 운영하는 VC 중 최대로, VC 업계에서는 10위권 내 위치한다. ‘임팩트 투자’ 즉, 창업가의 비전과 비즈니스 모델이 사회적으로 이로운 경우에 높은 점수를 부여하는 투자 방식을 도입한 것으로 알려져 있다. 매년 1,000억 원 상당을 스타트업 투자 및 육성에 쏟아붓고 있으며, 2023년 한 해에만 48개 기업에 투자를 진행했다고 한다. 특히, 사회문제를 해결하기 위한 혁신 기술과 시장 확장성을 보유한 스타트업을 대상으로 임팩트 투자를 단행해 일자리와 신사업 개발 등 사회적임팩트를 창출하고 있다.
또, 역삼동 같은 건물 내 위치한 스마일게이트의 창업재단 오렌지플래닛과도 연계해 창업 생태계의 저변을 확대하는 등 유기적인 투자 선순환 구조를 마련했다. 오렌지플래닛은 청년 창업가를 대상으로 1년간 입주 공간을 무상으로 제공하고 멘토링과 인큐베이팅 프로그램 등을 통해 창업 활동을 체계적으로 지원하는 스마일게이트의 창업 재단이다. 오렌지플래닛에 입주하면 앞서 말한 본격적인 창업 지원 프로그램들 이외에도 A4용지나 커피 등 보통의 창업 재단에서는 창업자들이 알아서 준비해야 하는 작은 비품들까지도 모두 지원 혜택을 받을 수 있는 것으로 알려져 있다. 반면 돈은 한 푼도 안 받는다고 한다.
최근 5년간 투자했던 오렌지플래닛 입주사 30개 곳 기업가치는 투자 시점 대비 현재 3배 이상 증가해 4,434억에 이르며, 고용 측면에서도 1.5배 이상 증가해 522명의 고용 창출을 이루어 낸 것으로 알려져 있다. 현재까지 오렌지플래닛 패밀리 기업의 총 기업 가치는 3.2조 원 규모로 성장했다. 오렌지플래닛이 발굴하고 인큐베이팅한 스타트업들 중 스마일게이트 인베스트먼트가 선별해 투자한 대표적인 스타트업으로는 뱅크샐러드가 있다. 이외에도 파일러, 누비랩 등이 오렌지플래닛 동문 스타트업으로 알려졌다.
관련기사 # # #